# 月の兎

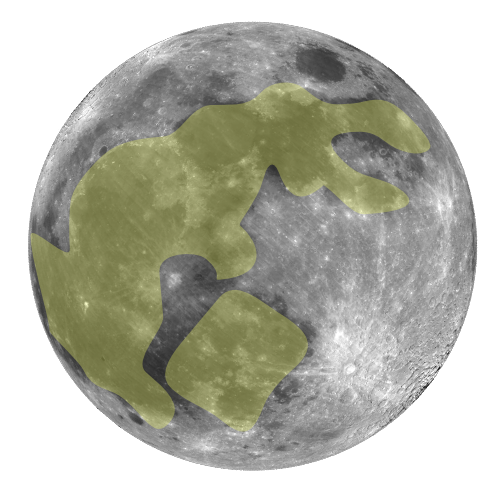
月の影の模様が兎に見える様子を示した図

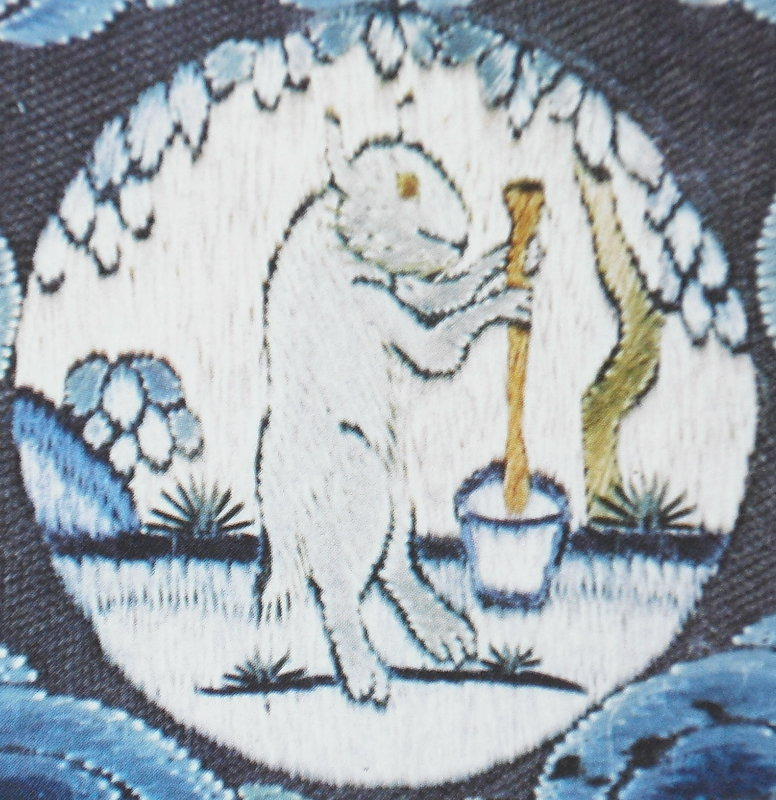
月の兎が仙薬を作る。18世紀の清朝皇帝の服にある図柄

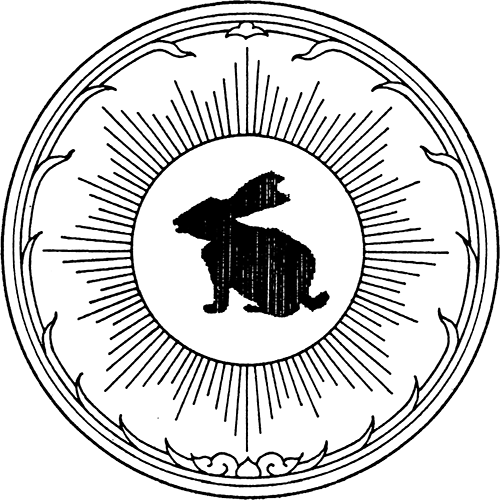
タイのチャンタブリー県の県章

月の兎（つきのうさぎ）は、「月に兎がいる」という伝承に見られる想像上のウサギ。中国や日本では玉兔（ぎょくと、Yùtù、ユートゥー）、月兔（げっと、Yuètù、ユェトゥー）などと呼ばれる。対となる存在（日にいるとされる）には金烏（きんう）がある。

## 概要
月の影の模様が兎に見えることから、「月には兎がいる」という伝承はアジア各地で古くから言い伝えられている。また、兎の横に見える影は臼（）であるともされる。この臼については、中国では不老不死の薬の材料を手杵で打って粉にしているとされ、日本では餅をついている姿とされている。餅搗き（）と望月を掛けたとも俗に言われている。
2021年発表のJAXAによる研究では、書物や美術品に描かれた月の兎や臼の形状の変化から、日本で月の兎が餅をついていると考えられるようになったのは、1700年代前半（江戸中期）ごろではないかと推測されている。これは、江戸時代の初期になると、日本の書物に中国の書物とよく似た杵と臼を使う兎の絵が描かれるようになること、また、18世紀の初頭から図に描かれた兎の臼が、日本で伝統的なくびれた形に変化していくことによる。そのため、月の兎が餅をつく理由として、兎の図を掲載した中国由来の書物が元禄期以降日本で多く出版され、人々の間に広まったためではないかと推測している。戯作者の式亭三馬が1804年に出版した『狂言綺語』の中にある「都もちおばあ団子」という広告文には、「遠からんものは，餅をつくうさぎの耳にも聞け」という一文があり、19世紀初頭にはうさぎの餅つきが一般社会に浸透していたことがうかがい知れる。
中国戦国時代（紀元前5世紀～紀元前3世紀）の詩集『楚辞』天問では月（夜光）について語っている箇所に「夜光何德 死則又育 厥利維何 而顧菟在腹」という文があり、「顧菟（）」という語が用いられている。ただしこの語の解釈については聞一多が「天問釈天」（『清華学報』9(4)、1933）でヒキガエルのこととするなど異説がある。王充『論衡』説日篇の中では「月の中に兎とヒキガエルがいる」という俗説について語っている。
古代インドの言語サンスクリットではシャシン（śaśin、「兎をもつもの」）、シャシャーンカ（śaśāṅka、「兎の印をもつもの」）などの語が月の別名として使われる。
日本における月の兎が描写された古い例には飛鳥時代（7世紀）に製作された『天寿国曼荼羅』の月に描かれたものなどがある。鎌倉・室町時代に仏教絵画として描かれた『十二天像』では日天・月天の持物としての日・月の中に烏と兎が描き込まれている作例もみられる。
満州（現在の中国東北部）では秋に満月を祝う「中秋節」に「月亮馬児」とよばれる木版刷りが壁に貼られたりするが、そこに兎は杵をもった姿で描かれていた。
ミャンマーの仏教絵画の中にも日のなかには孔雀、月のなかは兎が描かれており、須弥山を中心とした世界観を示した仏教絵画などを通じて各地で描かれていたこともうかがえる。タイでも月には兎が住んでいるという伝承があり、絵画などにも見られる。同国チャンタブリー県の県章（図参考）に見られる兎も、月の兎をデザインに配したものである。
アメリカ合衆国でもこの伝承は知られ、人類史上初の月面着陸をする前にアポロ11号の宇宙飛行士とNASAの管制官が月の兎に言及した記録が残っている。

### 仏教説話
月になぜ兎がいるのかを語る伝説にはインドに伝わる『ジャータカ』などの仏教説話に見られ、日本に渡来し『今昔物語集』などにも収録され多く語られている。その内容は以下のようなものである。
猿、狐、兎の3匹が、山の中で力尽きて倒れているみすぼらしい老人に出逢った。3匹は老人を助けようと考えた。猿は木の実を集め、狐は川から魚を捕り、それぞれ老人に食料として与えた。しかし兎だけは、どんなに苦労しても何も採ってくることができなかった。自分の非力さを嘆いた兎は、何とか老人を助けたいと考えた挙句、猿と狐に頼んで火を焚いてもらい、自らの身を食料として捧げるべく、火の中へ飛び込んだ。その姿を見た老人は、帝釈天としての正体を現し、兎の捨て身の慈悲行を後世まで伝えるため、兎を月へと昇らせた。月に見える兎の姿の周囲に煙状の影が見えるのは、兎が自らの身を焼いた際の煙だという。
この説話の登場人物たちは、天体を示し、それぞれは「月（この場合は太陽）」（猿）・「星（シリウス）（この場合は月。ただし、これは兎が昇る月ではない）」（狐）・「金星」（兎）・「太陽」（老人＝帝釈天）であり、老人は光が弱々しくなった冬至前の太陽、帝釈天は光を取り戻した（＝若返った）冬至後の太陽である、という解釈もなされている。また、この兎はお釈迦様が人間としてこの世に出る前に修行している姿だったという説もある。

### アメリカ先住民の民話
同様の伝説はメキシコの民話にも見られる。メキシコでも月の模様は兎と考えられていた。アステカの伝説では、地上で人間として生きていたケツァルコアトル神が旅に出て、長い間歩いたために飢えと疲れに襲われた。周囲に食物も水もなかったため、死にそうになっていた。そのとき近くで草を食べていた兎がケツァルコアトルを救うために自分自身を食物として差しだした。ケツァルコアトルは兎の高貴な贈り物に感じ、兎を月に上げた後、地上に降ろし、「お前はただの兎にすぎないが、光の中にお前の姿があるので誰でもいつでもそれを見てお前のことを思いだすだろう」と言った。一般にケツァルコアトルは金星神であると考えられているが、この民話の場合は徐々に光を失っていく太陽神であると考えられる。太陽神と金星神は置換可能なのである。
別のメソアメリカの伝説では、第5の太陽の創造においてナナワツィン神が勇敢にも自分自身を火の中に投じて新しい太陽になった。しかしテクシステカトルの方は火の中に身を投じるまで4回ためらい、5回めにようやく自らを犠牲にして月になった。テクシステカトルが臆病であったため、神々は月が太陽より暗くなければならないと考え、神々のひとりが月に兎を投げつけて光を減らした。あるいは、テクシステカトル自身が兎の姿で自らを犠牲にして月になり、その姿が投影されているともいう。
ネイティブ・アメリカンのクリーはまた別の、月に昇りたいと思った若い兎の伝説を伝える。鶴だけが兎を運ぶことができたが、重い兎が鶴につかまっていたために鶴の脚は今見るように長く伸びてしまった。月に到着したときに兎が鶴の頭に血のついた脚で触ったため、鶴の頭には赤い模様が残ってしまった。この伝説によれば、晴れた夜には月の中に兎が乗っているのが今も見えるという。

### 創作物
上記のような月に兎が住んでいるという伝承や説話の影響から、日本の文芸・演芸・絵画・音楽などの創作物には、月の生活者として兎を用いた作品が多く見られる。
唱歌「兎の餅舂」（うさぎ の もちつき）（『幼年唱歌』 1912年）では、餅つきをしている月の世界の兎たちが登場して、大福餅をつくっている様子を描いている。

## ヒキガエル
兎のほか、古代中国では月には蟾蜍（、ヒキガエルのこと）が棲んでいるとされていた。前漢の馬王堆漢墓から出土した帛画のように、中国で製作された模様の中には月にいるものとして兎とヒキガエルを同じ画面内に収めて登場させているものも見られる。

## 月の模様について
2012年10月29日、 産業技術総合研究所が月周回衛星「かぐや」の収集データを分析したところ、月の兎の形は39億年以上前に巨大隕石の衝突によりプロセラルム盆地ができ、こんにち地球から見える月の兎が巨大隕石の衝突によってできたものと証明された。